# سكوت بورلاند
سكوت بورلاند (بالإنجليزية: Scott Borland)‏ هو عازف قيثارة وموسيقي أمريكي، ولد في 14 فبراير 1979 في ريتشموند في الولايات المتحدة.

## وصلات خارجية
- سكوت بورلاند على موقع ميوزك برينز (الإنجليزية)
- سكوت بورلاند على موقع ديسكوغز (الإنجليزية)